# Roc dels Seguers
El Roc dels Seguers, en alguns mapes Roc dels Segués, és una formació rocosa acinglerada del terme de Conca de Dalt, dins de l'antic municipi d'Hortoneda de la Conca, al Pallars Jussà, en l'àmbit de l'antic poble de Senyús.
Està situat al sector nord-oriental del terme, a la dreta de la llau dels Carants i a l'esquerra de la llau de Pedra Ficada, en el sector occidental de lo Parracó, al nord del Cabanot del Parracó.